# Deltochilum morbillosum
Deltochilum morbillosum là một loài bọ cánh cứng trong họ Bọ hung (Scarabaeidae).